# CDA-lijsttrekkersverkiezing 2020
Het Christen-Democratisch Appèl (CDA) hield in 2020 een lijsttrekkersverkiezing. Deze vond plaats in de aanloop naar de Tweede Kamerverkiezingen in maart 2021. Sinds het vertrek van Sybrand Buma op 21 mei 2019 had het CDA geen politiek leider meer.
Aanvankelijk won minister van Volksgezondheid, Welzijn en Sport en vicepremier Hugo de Jonge nipt de verkiezing van Kamerlid Pieter Omtzigt. Later dat jaar trok De Jonge zich echter terug als lijsttrekker. Het bestuur besloot daarop Wopke Hoekstra voor te dragen als kandidaat.

## Achtergrond

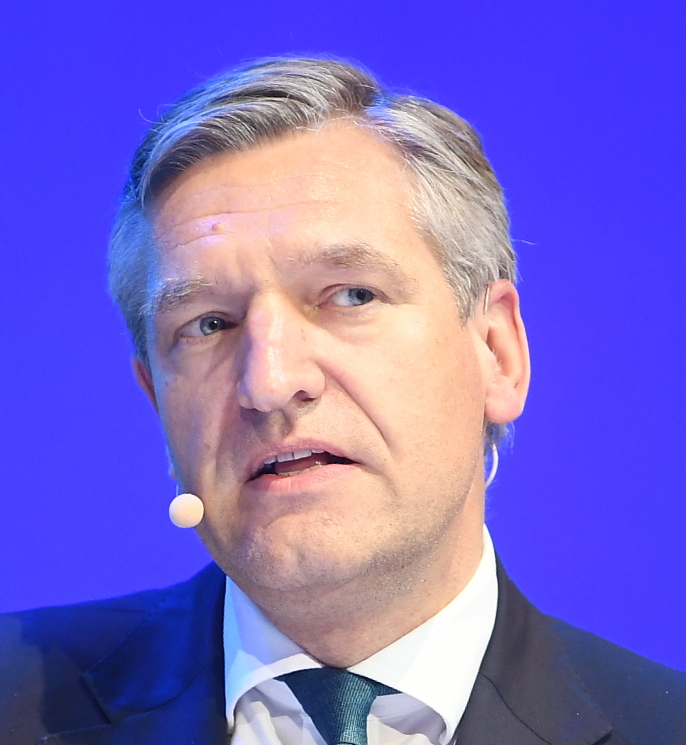
Voormalig CDA-leider Sybrand van Haersma Buma

Op 16 mei 2019 kondigde CDA-leider Sybrand van Haersma Buma zijn vertrek als partijleider, fractievoorzitter en Kamerlid aan. Buma was sinds 2012 partijleider, toen hij gekozen werd tijdens de CDA-lijsttrekkersverkiezing 2012. De fractie koos vervolgens als fractievoorzitter Pieter Heerma, die al aangaf het partijleiderschap niet te ambiëren.
Na het opstappen werd er volop gespeculeerd over opvolgers van Buma als partijleider. Al voor het opstappen werden vaak de twee "kroonprinsen" Wopke Hoekstra (Minister van Financiën) en Hugo de Jonge (Minister van Volksgezondheid, Welzijn en Sport en vicepremier) genoemd. Tot ergernis van Mona Keijzer, die tweede werd bij de vorige lijsttrekkersverkiezing en wederom geïnteresseerd was in het partijleiderschap. Binnen de partij waren er verschillende meningen of een lijsttrekkersverkiezing wenselijk zou zijn. Zo was De Jonge voorstander van dat het partijbestuur een kandidaat zou aanwijzen.

## Verloop
Op 15 juni 2020 kondigde partijvoorzitter Rutger Ploum aan dat er een lijsttrekkersverkiezing plaats zou vinden. Kandidaten hadden tot 26 juni de tijd zich daarvoor te melden. Op 17 juni maakte minister van Financiën Wopke Hoekstra, ondanks eerdere speculatie, in een interview met De Telegraaf bekend zich niet kandidaat te stellen. Een dag dag later stelde minister van Volksgezondheid, Welzijn en Sport en vicepremier Hugo de Jonge zich als eerste kandidaat voor het lijsttrekkerschap. Op 23 juni stelde staatssecretaris van Economische Zaken Mona Keijzer zich als tweede kandidaat. Kamerleden Martijn van Helvert en Pieter Omtzigt kandideerden zich eveneens. Vlak voor de deadline kandideerde André Reumkens, lid van het CDA in Beekdaelen, zich eveneens.
Snel na de deadline maakte het partijbestuur bekend alle kandidaten behalve Reumkens voor te dragen. Op 30 juni trok Van Helvert zich terug.
Nog voordat tegenkandidaten zich aangemeld hadden kreeg De Jonge de steun van partij-prominenten Ferd Grapperhaus, Sybrand Buma en Ruth Peetoom. Later werd hij ook gesteund door Ger Koopmans, Bearn Bilker en Gerd Leers. Twentse CDA-prominenten Bernard Kobes, Annie Schreijer-Pierik en Roy de Witte spraken zich uit voor Omtzigt. Ook kreeg Omtzigt steun van Rendert Algra.

### Ronde 1
Het stemmen ging op 6 juli van start en was gepland tot 9 juli. De avond van 6 juli vond er een debat plaats tussen de drie kandidaten onder leiding van Lucille Werner en Donatello Piras.
Op 8 juli ontdekte een ethische hacker een kwetsbaarheid van het stemsysteem. Daarop besloot het bestuur de reeds uitgebrachte stemmen nietig te verklaren en het stemsysteem te versterken met extra veiligheids- en monitormaatregelen. Leden werden gevraagd opnieuw hun stem uit te brengen. De stemperiode werd daarmee ook verlengd tot 11 juli.
| Kandidaat      | Functie                                                       | Percentage |
| -------------- | ------------------------------------------------------------- | ---------- |
| Hugo de Jonge  | Minister van Volksgezondheid, Welzijn en Sport en vicepremier | 48,7%      |
| Pieter Omtzigt | Lid Tweede Kamer                                              | 39,7%      |
| Mona Keijzer   | Staatssecretaris van Economische Zaken                        | 11,1%      |

In de eerste ronde kreeg De Jonge de meeste stemmen, maar niet de vereiste 50 procent van de stemmen plus één. Daarom ging hij samen met Omtzigt, die tweede werd, door naar een volgende ronde. Keijzer viel met een derde plek af en sprak haar steun uit voor Omtzigt. De opkomst was 66,2 procent. Daarmee lag de opkomst hoger dan tijdens de lijsttrekkersverkiezing van 2012, toen 54 procent van de leden hun stem uitbracht.

### Ronde 2
Dezelfde avond van de uitslag van de eerste ronde konden leden alweer hun stem uitbrengen voor de tweede ronde, die zou duren tot 14 juli. De twee overgebleven kandidaten gingen op 13 juli in de talkshow Op1 met elkaar in debat.
| Kandidaat      | Functie                                     | Percentage |
| -------------- | ------------------------------------------- | ---------- |
| Hugo de Jonge  | Minister van Volksgezondheid en vicepremier | 50,7%      |
| Pieter Omtzigt | Lid Tweede Kamer                            | 49,3%      |

Hugo de Jonge won de lijsttrekkersverkiezingen in de tweede ronde en werd daarmee de lijsttrekker en partijleider. De Jonge noemde Omtzigt zijn running mate en gaf aan dat ze het samen zouden doen.
Tijdens de stemming hadden zes CDA-leden, waaronder de echtgenoot van Omtzigt, gemeld bij de notaris dat zij na hun stem uitgebracht te hebben op een kandidaat de melding "Dank voor uw stem op" en dan de naam van de andere kandidaat kregen kregen. Het partijbestuur, de notaris en extern ingehuurde ICT'ers konden geen fouten in het computersysteem vinden. Voor bekendmaking wilde daarom Omtzigt zich niet neerleggen bij de uitslag, maar accepteerde de uitslag na het rapport van de notaris doorgesproken te hebben met partijvoorzitter Ploum.
De onregelmatigheden werden pas op 18 augustus publiekelijk door publicatie van Trouw. Omtzigt en Keijzer vroegen na publicatie om een extern onderzoek naar de onregelmatigheden. Extern onderzoek wees uit dat het niet aan het stemsysteem lag, maar dat de leden daadwerkelijk op die kandidaat hadden gestemd. Wel kwam er kritiek, bijvoorbeeld dat leden niet gevraagd werden om hun stem te bevestigen en dat de verantwoordelijkheid voor het stemsysteem te veel bij één persoon lag. Ook kwam er kritiek op dat het mogelijk was achteraf in te zien wie wat gestemd had, waardoor er dus geen stemgeheim was.

## Terugtrekken De Jonge
Op 10 december 2020 gaf De Jonge aan zich terug te trekken als lijsttrekker, omdat hij zich als minister verantwoordelijk voor het coronabeleid op de coronacrisis wilde focussen.
Volgens Omtzigt had partijvoorzitter Ploum beloofd dat Omtzigt lijsttrekker zou worden als De Jonge uitviel. Een dag later droeg het partijbestuur echter Hoekstra voor als kandidaat-lijsttrekker. Tijdens het partijcongres op 16 januari 2021 werd het lijsttrekkerschap van Hoekstra door de leden bekrachtigd.